# Centre Olímpic de Tir de Markópulo
El Centre Olímpic de Tir de Markópulo (en grec: Ολυμπιακό Σκοπευτήριο Μαρκόπουλου) és un centre esportiu destinat a la competició de tir situat a la ciutat de Markópulo (Grècia).
Amb unes instal·lacions amb una capacitat actual de 4.000 espectadors asseguts, el centre esportiu fou construït per a la realització de les proves de tir olímpic durant la realització dels Jocs Olímpics d'Estiu de 2004 celebrats a Atenes, si bé en aquells moments només tingué una capacitat per a 2.330 espectadors. La seu finalitzà les seves obres el març de 2004 i fou inaugurat el 2 d'agost del mateix any pels Jocs Olímpics.
Actualment aquest centre forma part de les instal·lacions d'entrenament de la policia grega.